# عین طایه
عین طایه (به عربی: عين طاية) یک شهرداری در الجزایر است که در استان الجزیره واقع شده‌است. عین طایه ۳۴٬۵۰۱ نفر جمعیت دارد.